# آرنتز (آریزونا)
آرنتز (به انگلیسی: Arntz) یک منطقهٔ مسکونی در ایالات متحده آمریکا است که در آریزونا واقع شده‌است. آرنتز ۱٬۵۶۸ متر بالاتر از سطح دریا واقع شده‌است.